# Шунсуке Андо
Шунсуке Андо (јап. 安藤 駿介; 10. август 1990) јапански је фудбалер.

## Каријера
Током каријере играо је за Кавасаки Фронтале и Шонан Белмаре.

## Репрезентација
Са репрезентацијом Јапана наступао је на олимпијским играма 2012.